# Observació d'ones gravitacionals

Mesura de LIGO de les ones gravitacionals en el detector de Livingston (esquerra) i en el detector de Hanford (dreta), comparats amb els valors teòrics.

La primera detecció d'ones gravitacionals fou anunciada l'11 de febrer de 2016, fruit de la col·laboració entre LIGO, VIRGO i GEO600. Les ones gravitacionals són produïdes per la fusió de dos forats negres a uns 410 megaparsecs de la Terra (uns 1.300 milions d'anys llum). El senyal va rebre el codi GW150914.

## Ones gravitacionals
Les ones gravitacionals van ser predites el 1916 per Albert Einstein, com una conseqüència de la seva teoria de la relativitat general. Es va poder observar l'evidència indirecta de les ones gravitacionals l'any 1974 a través del moviment del púlsar del sistema estel·lar binari PSR B1913+16, observació per la qual Russell Alan Hulse i Joseph Hooton Taylor, Jr. van rebre premi Nobel de Física de 1993.

## Nomenclatura
Els esdeveniments d'ones gravitacionals es nomenem amb el prefix GW. Els dos següents nombres indiquen l'any de la detecció, els dos següents el mes i els dos últims nombres el dia. Esdeveniments que no s'han pogut confirmar s'anomenen LVT (per LIGO-Virgo trigger).

## Detectors de LIGO

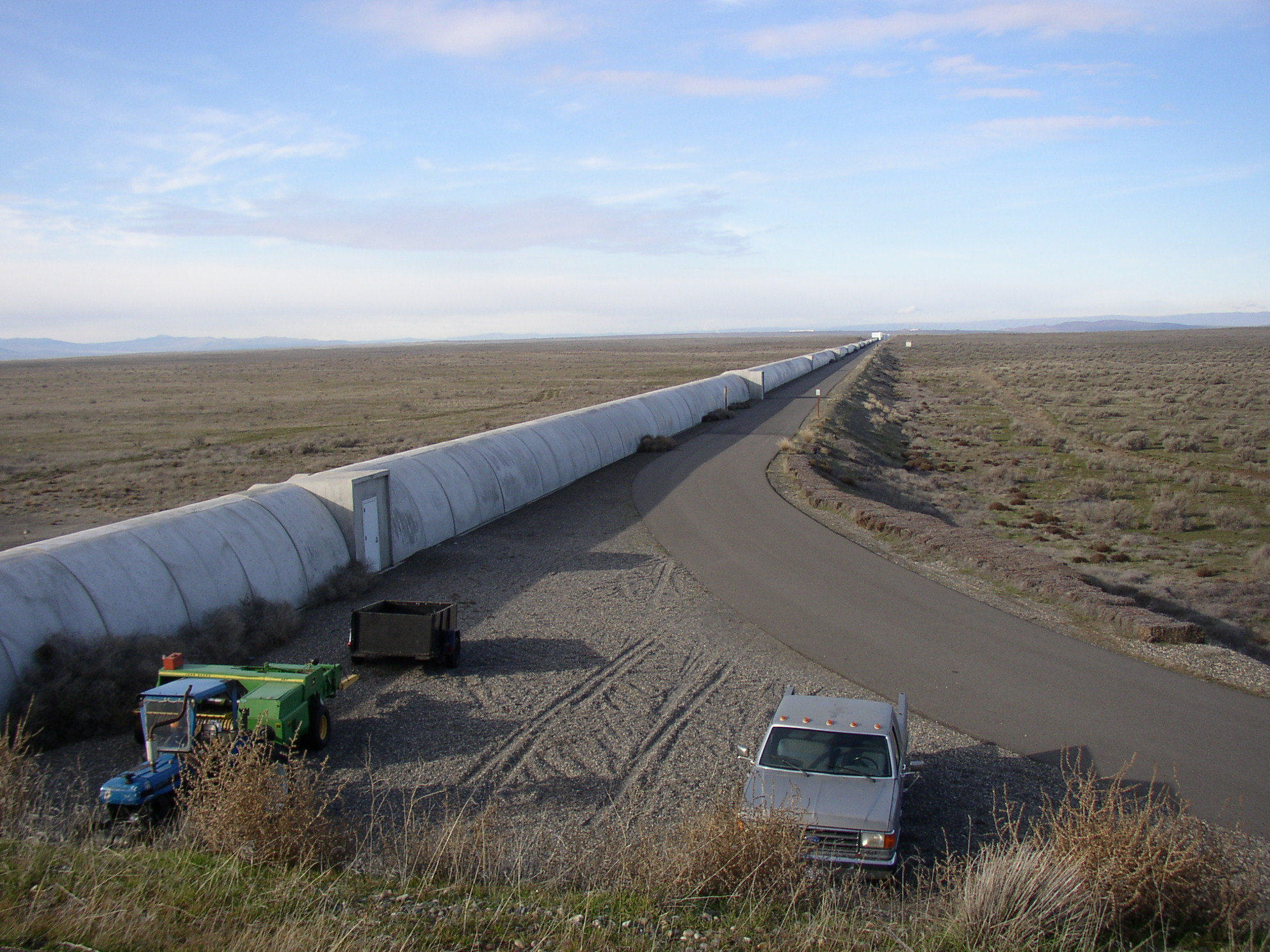
Braç nord de l'observatori de LIGO en Hanford

LIGO opera dos observatoris d'ones gravitacionals a la vegada: l'Observatori LIGO Livingston (30°33′46.42″N 90°46′27.27″O / 30.5628944, -90.7742417) a Livingston, Louisiana, i l'Observatori LIGO Hanford, al DOE Hanford Site (46°27′18.52″N 119°24′27.56″O / 46.4551444, -119.4076556), localitzat prop de Richland, Washington. Aquests llocs estan separats per 3.002 quilòmetres. Les operacions inicial de LIGO, entre 2002 i 2010, no van detectar cap ona gravitacional. Aquest període va estar seguit per un tancament de diversos anys mentre es reemplaçaven els detectors per d'altres millorats, la versió "Advanced LIGO". Al febrer 2015, els dos detectors van entrar en el mode d'enginyeria o preparació. Va ser durant aquest període quan es va detectar el primer esdeveniment, ja que la fase d'operació científica formal no va començar fins al 18 de setembre de 2015.

## Fusió de forats negres
De tots els esdeveniments observats fins ara tots menys un han estat la fusió de dos forats negres.
Es pensa que els objectes resultants de la fusió son forats negres en rotació.

## Fusió d'estrelles de neutrons
Només una de les deteccions realitzades fins ara (GW170817) ha estat producte de la fusió de dues estrelles de neutrons produint una kilonova. Aquest esdeveniment es va observar també en l'espectre electromagnètic confirmant les observacions i inaugurant l'astronomia multimissanger amb ones gravitacionals.

## Llista d'ones gravitacionals detectades
| Esdeveniment | Data de detecció (UTC) | DataPublicació | Àrea de Localitació (deg²)             | Distància(Mpc)     | Energiairradiada (c²M☉) | Chirp mass (M☉)    | Spin efectiu     | Primari | Primari         | Secundari | Secundari       | Resultant | Resultant       | Resultant       | Notes | Ref                  |
| Esdeveniment | Data de detecció (UTC) | DataPublicació | Àrea de Localitació (deg²)             | Distància(Mpc)     | Energiairradiada (c²M☉) | Chirp mass (M☉)    | Spin efectiu     | Tipus   | Massa (M☉)      | Tipus     | Massa (M☉)      | Tipus     | Massa (M☉)      | Spin            | Notes | Ref                  |
| ------------ | ---------------------- | -------------- | -------------------------------------- | ------------------ | ----------------------- | ------------------ | ---------------- | ------- | --------------- | --------- | --------------- | --------- | --------------- | --------------- | --- | -------------------- |
| GW150914     | 2015-09-14 09:50:45    | 2016-02-11     | 179; provinent del sud                 | 430+150 −170       | 3,1+0,4 −0,4            | 28,6+1,6 −1,5      | −0,01+0,12 −0,13 | FN      | 35,6+4,8 −3,0   | BN        | 30,6+3,0 −4,4   | FN        | 63,1+3,3 −3,0   | 0,69+0,05 −0,04 | Primera detecció d'una ona gravitacional. Primera fusió de forats negres observada                                                    | [ 24 ] [ 25 ] [ 23 ] |
| GW151012     | 2015-10-12 09∶54:43    | 2016-06-15     | 1.555                                  | 1.060+540 −480     | 1,5+0,5 −0,5            | 15,2+2,0 −1,1      | 0,04+0,28 −0,19  | FN      | 23,3+14,0 −5,5  | FN        | 13,6+4,1 −4,8   | FN        | 35,7+9,9 −3,8   | 0,67+0,13 −0,11 | Originalment candidat LVT151012, acceptat des de Novembre de 2018                                                                     | [ 26 ] [ 18 ] [ 17 ] |
| GW151226     | 2015-12-26 03:38:53    | 2016-06-15     | 1.033                                  | 440+180 −190       | 1,0+0,1 −0,2            | 8,9+0,3 −0,3       | 0,18+0,20 −0,12  | FN      | 13,7+8,8 −3,2   | FN        | 7,7+2,2 −2,6    | FN        | 20,5+6,4 −1,5   | 0,74+0,07 −0,05 | | [ 27 ] [ 28 ]        |
| GW170104     | 2017-01-04 10∶11:58    | 2017-06-01     | 924                                    | 960+430 −410       | 2,2+0,5 −0,5            | 21,5+2,1 −1,7      | −0,04+0,17 −0,20 | FN      | 31,0+7,2 −5,6   | FN        | 20,1+4,9 −4,5   | FN        | 49,1+5,2 −3,5   | 0,66+0,08 −0,10 | | [ 19 ] [ 29 ]        |
| GW170608     | 2017-06-08 02:01:16    | 2017-11-16     | 396; provinent del nord                | 320+120 −110       | 0,9+0,0 −0,1            | 7,9+0,2 −0,2       | 0,03+0,19 −0,07  | FN      | 10,9+5,3 −1,7   | FN        | 7,6+1,3 −2,1    | FN        | 17,8+3,2 −0,7   | 0,69+0,04 −0,04 | Fusió dels dos forats negres menys massius                                                                                            | [ 30 ]               |
| GW170729     | 2017-07-29 18:56:29    | 2018-11-30     | 1033                                   | 2.750+1.350 −1.320 | 4,8+1,7 −1,7            | 35,7+6,5 −4,7      | 0,36+0,21 −0,25  | FN      | 50,6+16,6 −10,2 | FN        | 34,3+9,1 −10,1  | FN        | 80,3+14,6 −10,2 | 0,81+0,07 −0,13 | Fusió dels dos forats negres més massius. Esdeveniment més llunyà detectat.                                                           | [ 18 ]               |
| GW170809     | 2017-08-09 08:28:21    | 2018-11-30     | 340                                    | 990+320 −380       | 2,7+0,6 −0,6            | 25,0+2,1 −1,6      | 0,07+0,16 −0,16  | FN      | 35,2+8,3 −6,0   | FN        | 23,8+5,2 −5,1   | FN        | 56,4+5,2 −3,7   | 0,70+0,08 −0,09 | | [ 18 ]               |
| GW170814     | 2017-08-14 10∶30:43    | 2017-09-27     | 87; cap a la constel·lació de Eridanus | 580+160 −210       | 2,7+0,4 −0,3            | 24,2+1,4 −1,1      | 0,07+0,12 −0,11  | FN      | 30,7+5,7 −3,0   | FN        | 25,3+2,9 −4,1   | FN        | 53,4+3,2 −2,4   | 0,72+0,07 −0,05 | Primera detaccio feta per tres detectors. Primera mesura de la polarització d'ones gravitatòries                                      | [ 31 ] [ 32 ]        |
| GW170817     | 2017-08-17 12∶41:04    | 2017-10-16     | 16; NGC 4993                           | 40+10 −10          | ≥0.04                   | 1,186+0,001 −0,001 | 0,00+0,02 −0,01  | EN      | 1,46+0,12 −0,10 | EN        | 1,27+0,09 −0,09 | EN        | ≤2.8            | ≤0.89           | Primera fusió de dues estrelles de neutrons. Primera observació electromagnètica del mateix fenomen. Esdeveniment més proper detectat | [ 22 ] [ 34 ] [ 35 ] |
| GW170818     | 2017-08-18 02:25:09    | 2018-11-30     | 39                                     | 1.020+430 −360     | 2,7+0,5 −0,5            | 26,7+2,1 −1,7      | −0,09+0,18 −0,21 | FN      | 35,5+7,5 −4,7   | FN        | 26,8+4,3 −5,2   | FN        | 59,8+4,8 −3,8   | 0,67+0,07 −0,08 | | [ 18 ]               |
| GW170823     | 2017-08-23 13:13:58    | 2018-11-30     | 1651                                   | 1.850+840 −840     | 3,3+0,9 −0,8            | 29,3+4,2 −3,2      | 0,08+0,20 −0,22  | FN      | 39,6+10,0 −6,6  | FN        | 29,4+6,3 −7,1   | FN        | 65,6+9,4 −6,6   | 0,71+0,08 −0,10 | | [ 18 ]               |